# Urroz-Villa
Urroz-Villa (o Urrotz in basco) è un comune spagnolo di 381 abitanti situato nella comunità autonoma della Navarra.